# Championnat du Kenya de football 2020-2021
Navigation
Saison précédente Saison suivante
La saison 2020-2021 du Championnat du Kenya de football est la cinquante-septième édition de la première division au Kenya, organisée sous forme de poule unique, la Premier League, où toutes les équipes se rencontrent deux fois au cours de la saison. En fin de saison, les deux derniers du classement sont relégués et remplacés par les deux meilleurs clubs de National Super League, la deuxième division kényane.
Le club de Gor Mahia est le tenant du titre et avec 19 titres est le club le plus titré du Kenya.

## Déroulement de la saison
Le championnat débute le 28 novembre 2020, le 9 décembre Zoo Kericho FC et Mathare United sont exclus de la compétition, les deux clubs refusant de signer un contrat de diffusion. Le 16 décembre les deux clubs seront réintégrés à la suite d'une décision du tribunal des sports.
Après la 16e journée, le 22 mars 2021, le championnat est interrompu pour sept semaines à cause de la situation sanitaire. Pendant cette interruption le Zoo Kericho FC est exclu du championnat par la FIFA pour manipulation de match, tous ses résultats sont annulés. 
Le championnat reprend le 14 mai 2021.

## Les clubs participants
- AFC Leopards
- Sofapaka FC
- Ulinzi Stars FC
- Tusker FC
- Nzoia United FC
- Gor Mahia
- Nairobi City Stars - Promu de D2
- Kakamega Homeboyz
- Mathare United
- Bandari FC
- Posta Rangers FC
- Western Stima
- Bidco - Promu de D2
- Vihiga United - Promu de D2
- Kenya Commercial Bank
- Kariobangi Sharks
- Wazito FC
- Zoo Kericho FC

## Compétition
Le barème de points servant à établir le classement se décompose ainsi :
- Victoire : 3 points
- Match nul : 1 point
- Défaite : 0 point

### Classement
| Rang | Équipe                | Pts | J  | G  | N  | P  | Bp | Bc | Diff |
| ---- | --------------------- | --- | -- | -- | -- | -- | -- | -- | ---- |
| 1    | Tusker FC             | 65  | 32 | 19 | 8  | 5  | 52 | 26 | +26  |
| 2    | Kenya Commercial Bank | 62  | 32 | 18 | 8  | 6  | 44 | 23 | +21  |
| 3    | Bandari FC            | 53  | 32 | 14 | 11 | 7  | 47 | 37 | +10  |
| 4    | AFC Leopards          | 48  | 32 | 15 | 6  | 11 | 37 | 31 | +6   |
| 5    | Kariobangi Sharks     | 48  | 32 | 14 | 6  | 12 | 45 | 42 | +3   |
| 6    | Kakamega Homeboyz     | 46  | 32 | 14 | 4  | 14 | 45 | 39 | +6   |
| 7    | Nairobi City Stars P  | 45  | 32 | 12 | 9  | 11 | 34 | 30 | +4   |
| 8    | Gor MahiaT C          | 45  | 32 | 14 | 6  | 12 | 32 | 39 | -7   |
| 9    | Wazito FC             | 45  | 32 | 12 | 9  | 11 | 30 | 33 | -3   |
| 10   | Ulinzi Stars          | 44  | 32 | 11 | 11 | 10 | 29 | 29 | 0    |
| 11   | Bidco P               | 44  | 32 | 10 | 14 | 8  | 28 | 28 | 0    |
| 12   | Sofapaka FC           | 38  | 32 | 9  | 11 | 12 | 34 | 37 | -3   |
| 13   | Posta Rangers FC      | 36  | 32 | 7  | 15 | 10 | 25 | 33 | -8   |
| 14   | Nzoia United FC       | 33  | 32 | 7  | 12 | 13 | 33 | 38 | -5   |
| 15   | Mathare United        | 30  | 32 | 8  | 6  | 18 | 32 | 47 | -15  |
| 16   | Vihiga United P       | 26  | 32 | 6  | 8  | 18 | 20 | 43 | -23  |
| 17   | Western Stima         | 22  | 32 | 4  | 10 | 18 | 31 | 57 | -26  |
| 18   | Zoo Kericho FC        | 0   | 0  | 0  | 0  | 0  | 0  | 0  | 0    |

|  | Qualification pour la Ligue des champions de la CAF 2021-2022                             |
|  | Qualification pour la Coupe de la confédération 2021-2022                                 |
|  | Relégation en National Super League                                                       |
|  | Qualifié pour les barrages de relégation                                                  |
|  | Exclusion                                                                                 |
|  | T : Tenant du titre C : Vainqueur de la Coupe du Kenya P : Promu de National Super League |

Le championnat se terminant après la date limite d'inscription pour les compétitions de la CAF, la fédération décide d'inscrire le club à la première place lors de la 30e journée en Ligue des Champions, Tusker FC disputera ainsi la Ligue des champions et le vainqueur de la Coupe du Kenya, Gor Mahia, représentera le pays en Coupe de la confédération. 
Le match  Gor Mahia contre AFC Leopards ne s'étant pas déroulé, les deux clubs ont une pénalité de trois points, et une défaite 0-2 pour les deux équipes est validée.

## Barrage de relégation
Le club de deuxième division Kenya Police gagne les barrages contre Vihiga United et sera promu en premier league.

## Bilan de la saison
| Championnat du Kenya de football 2020-2021 |                                  |
| Champion                                   | Tusker Football Club (12e titre) |
| Coupes et trophées                         |                                  |
| Vainqueur de la Coupe du Kenya 2020-2021   | Gor Mahia Football Club          |
| Qualifications continentales               |                                  |
| Ligue des champions de la CAF 2021-2022    | Tusker Football Club             |
| Coupe de la confédération 2021-2022        | Gor Mahia Football Club          |
| Promotions et relégations                  |                                  |
| Promus en Premier League                   | FC Talanta                       |
| Promus en Premier League                   | Vihiga Bullets                   |
| Promus en Premier League                   | Kenya Police                     |
| Relégués en National Super League          | Western Stima                    |
| Relégués en National Super League          | Zoo Kericho FC                   |
| Relégués en National Super League          | Vihiga United                    |